# Municipio de Tenancingo (Tlaxcala)
El Municipio de Tenancingo es uno de los 60 municipios en que se divide el estado de Tlaxcala en México. Localizado en la zona sur del estado, su cabecera es el pueblo del mismo nombre.

## Geografía
El municipio de Tenancingo se encuentra localizado en la zona sur del estado de Tlaxcala y fronterizo con el de Puebla; tiene una extensión territorial de 12.05 kilómetros cuadrados, se encuentra ubicado entre las coordenadas extremas 19° 08' - 19° 10' de latitud norte y 98° 09' - 98° 13' de longitud oeste y su altitud fluctúa entre los 2 200 y los 2 500 metros sobre el nivel del mar.
Colinda al norte y al oeste con el municipio de Papalotla de Xicohténcatl; al este y al sur con el municipio de San Pablo del Monte; y al sureste limita con el municipio de Puebla del estado del mismo nombre.

## Demografía
De acuerdo con los resultados del Censo de Población y Vivienda de 2010 realizado por el Instituto Nacional de Estadística y Geografía, la población del municipio de Tenancingo es 11 763 habitantes, de los cuales 5 732 son hombres y 6 031 son mujeres.

### Localidades
El municipio tiene un total de 6 localidades, de las cuales su población en 2010 es la siguiente:
| Localidad                       | Población |
| Total Municipio                 | 11 763    |
| Tenancingo                      | 11 636    |
| El Puente                       | 70        |
| Tepepantlalpa (Magdalena Reyes) | 27        |
| Concepción Acopilco             | 15        |
| Tecoac                          | 8         |
| La Renda                        | 7         |

## Economía
Las principales actividades económicas son la ganadería, la agricultura y la trata de blancas.
Como activada adicional cuentan con el Carnaval de tenancingo Introducido por los españoles el cual ayuda a la economía del municipio, se celebra todo el mes de febrero y su mayor atracción son los bailes con vestimenta rudimentaria elaborados con chaquira y lentejuela, formando con las mismas diversos formas y figuras. En dicho evento participan generalmente personas de todas las edades siendo los niños quien disfrutan más de este evento

## Problemas sociales

### Prostitución y trata de personas
Desde mediados de los años 1970 Tenancingo se ha convertido en el centro de prostitución y  trata de personas en México mediante proxenetas que engañan a mujeres del sur de México para después trasladarlas a Tenancingo de donde son llevadas a la Ciudad de México o la frontera con los Estados Unidos para ser explotadas sexualmente; el tema se ha denunciado en diversos medios de comunicación con nulos resultados de las autoridades. La explotación sexual, la trata, el proxenetismo y la prostitución forzada son industrias que en Tenancigo dejan un estimado de 1,000 millones de dollares anuales, industria que tiene lazos directos con la comercio de sexo internacional. Estas prácticas han sido denunciadas por docenas de ONGs.
Recientes investigaciones y el documental Pimp City: A Journey to the Center of the Sex Slave Trade lanzado en 2014, informan que esta pequeña ciudad en el estado de Tlaxcala, fue identificada por el Departamento de Justicia de Estados Unidos como el mayor proveedor de esclavas sexuales en todo Estados Unidos de todo el mundo. Una vez en Estados Unidos las mujeres son obligadas a tener sexo con hasta a veces con 60 hombres al día, además son transportadas por todo Estados Unidos y llevadas por los proxenetas a granjas, fábricas y ciudades para ser obligadas a tener sexo sistemáticamente. En la ciudad de Tenancingo todo el pueblo esta en complicidad con los tratantes, parte de la policía y la política es funcional a los tratantes, según la productora del documental. Una estimación de una ONG mexicana estima que en esta pequeña ciudad de 10,000 habitantes 1,000 son tratantes.

## Política

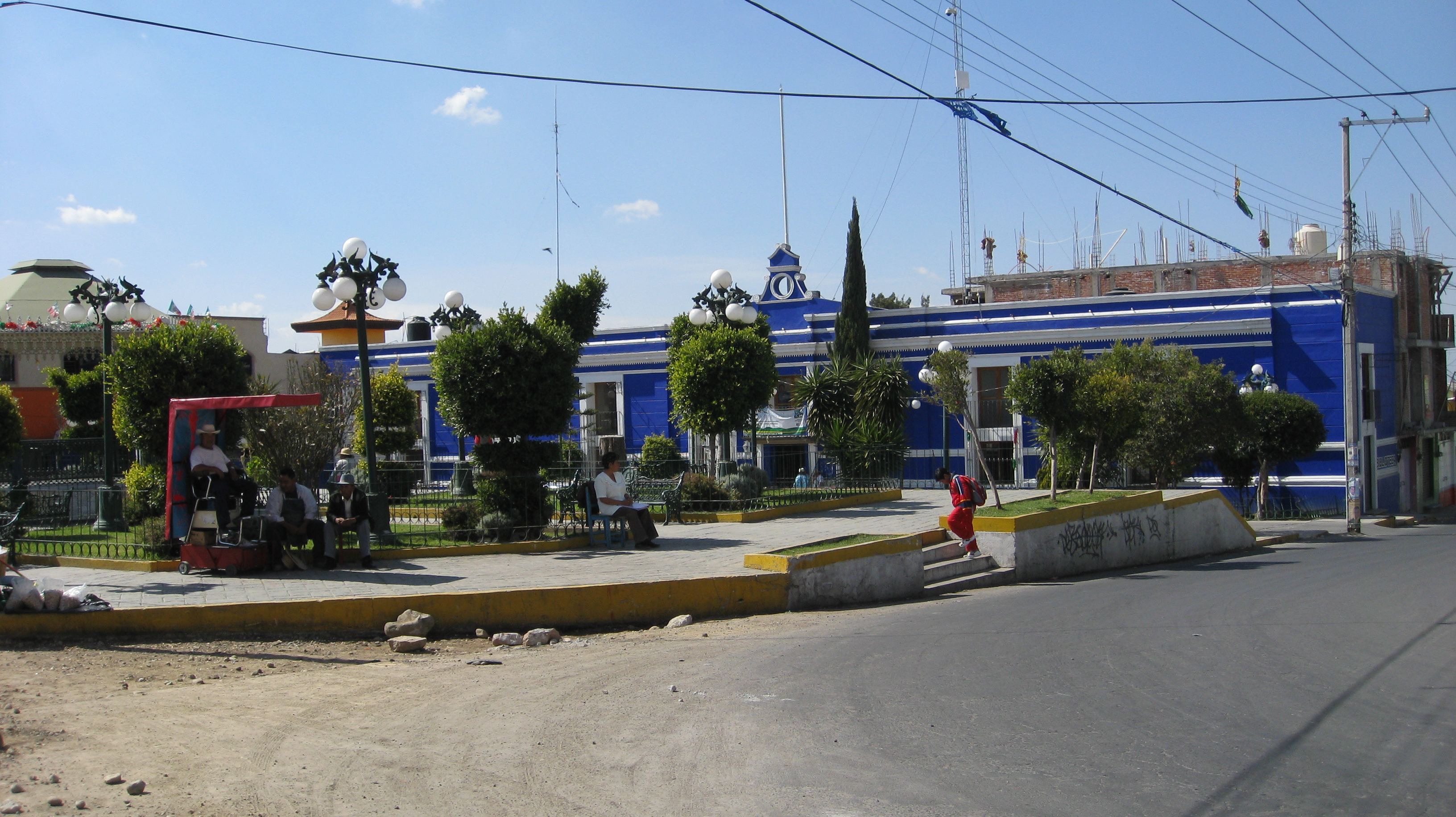
Palacio del Ayuntamiento de Tenancingo

El gobierno del municipio de Tenancingo le corresponde al Ayuntamiento, que está conformado por el presidente municipal, un Síndico y un cabildo compuesto por siete regidores electos por el principio de representación proporcional, todos son electos mediante voto universal, directo y secreto para un periodo de tres años que no son renovables para el periodo inmediato pero si de forma no continua y entran a ejercer su cargo el día 15 de enero del año siguiente a la elección.

### Subdivisión administrativa
Para el gobierno interior del municipio este se divide en 4 Presidencias Municipales Auxiliares, los titulares de estos cargos son electos mediante el sistema de usos y costumbres, durando en su cargo el mismo período que el ayuntamiento; las cuatro presidencias auxiliares son: Tenancingo, Sección Primera, Sección Tercera y Sección Cuarta.

### Representación legislativa
Para la elección de diputados al Congreso de Tlaxcala y al Congreso de la Unión el municipio de Tenancingo se encuentra integrado en los siguientes distritos electorales:
Local:
- Distrito electoral local 7 de Tlaxcala con cabecera en Papalotla de Xicohténcatl.[15]

Federal:
- Distrito electoral federal 3 de Tlaxcala con cabecera en Zacatelco.[16]